# Пайяха (приток Енисея)
Пайяха (устар. Пай-Яха) — река в Таймырском Долгано-Ненецком районе Красноярского края, левый приток Енисея.
Длина реки — 19 километров. Исток находится в безымянном тундровом озере, течёт, в основном, в восточном направлении, один значительный левый приток — Салаба. Впадает в Енисей у нежилого посёлка Иннокентьевск, на расстоянии 58 км от его устья.
По данным государственного водного реестра России относится к Енисейскому бассейновому округу. Код водного объекта — 17010800412116100114966.